# Opció de Samsó
L'Opció de Samsó és un terme emprat per descriure l'estratègia israeliana de dissuasió mitjançant les represàlies massives amb armes nuclears en contra de les nacions que amenacen la seva existència, i possiblement contra altres objectius. Aquest tipus d'estratègia és coneguda com a Doctrina Dulles.
Israel no és un país membre del Tractat de No Proliferació Nuclear i refusa confirmar oficialment o negar la possessió d'un arsenal nuclear, o d'haver desenvolupat armes nuclears o fins i tot tenir un programa d'armes nuclears. Encara que Israel afirma que el Centre de Recerca Nuclear del Nègueb prop de Dimona és un "reactor de recerca", cap informe científic basat en el treball fet allà ha estat mai publicat. Àmplia informació sobre el programa a Dimona va ser també revelada pel tècnic Mordekhay Vanunu en 1986. Els analistes d'imatges poden identificar búnquers amb armes, llançadors de míssils mòbils i llocs de llançament en fotos de satèl·lits. Segons l'Agència Internacional de l'Energia Atòmica es creu que Israel posseeix armes nuclears. Se sospita que Israel ha provat una arma nuclear juntament amb Sud-àfrica en 1979, però això mai ha estat confirmat (vegeu Incident Vela). Segons el Natural Resources Defense Council i la Federation of American Scientists, Israel posseeix al voltant de 75-200 armes nuclears. Israel refusa admetre que posseeix armament nuclear, fins i tot refusa descriure de quina manera faria servir aquestes armes, ha mantingut una política governamental nuclear ambigua, també coneguda com a "opacitat nuclear". Això ha fet difícil per a qualsevol persona fora del govern israelià el poder definir la veritat sobre la política nuclear del país, i alhora permet que Israel influeixi sobre les percepcions, accions i estratègies de la comunitat internacional.
La CIA estima que en 1976, Israel disposava de 10 a 20 caps nuclears. Ja per a l'any 2002 s'estimava que aquest nombre s'havia incrementat entre 75 i 200 caps nuclears. Kenneth S. Brower, de Jane's Intelligence Review ha estimat que el nombre és major, inclusivament unes 400. Aquests caps poden ser llançats des de terra, mar o aire. Això li dona a Israel l'opció d'un segon atac, fins i tot si és destruïda la major part del seu país.

## Doctrina de dissuasió
El concepte original de l'Opció de Samsó va ser només de dissuasió. Segons el periodista nord-americà Seymour Hersh i l'historiador israelià Avner Cohen, els líders israelians David Ben-Gurion, Ximon Peres, Leví Eixkol i Moixé Dayan van inventar el terme a mitjans de la dècada de 1960, basats en la figura mítica de Samsó, de qui es diu va empènyer els pilars d'un temple filisteu fins a esfondrar-los, destruint així el sostre del mateix, i provocant la seva pròpia mort i la de milers de filisteus que havien anat a veure'l humiliat. També ho van contrastar amb l'assetjament al indret de Masada, a on 936 jueus van ser envoltats per milers de legionaris romans, i van preferir suïcidar-se en massa abans que ser derrotats i fets esclaus pels romans.
Encara que les armes nuclears sempre han estat vistes com la millor garantia de la seguretat Israeliana, ja en els anys 1960 el país va evitar organitzar les seves forces militars al voltant del seu arsenal nuclear, preferint en el seu lloc aconseguir primer l'absoluta superioritat convencional, per deixar l'ús d'armes nuclears.
Seymour Hersh escriu que "la sorprenent victòria del partit Likkud de Menahem Beguín en les eleccions de maig de 1977…van portar al poder a un govern que estava encara més compromès que els laboristes a l'Opció Samsó i a la necessitat d'un arsenal nuclear israelià".
Louis René Beres, un professor de Ciències polítiques a la Universitat Purdue, qui fou el director del Projecte Daniel, un grup encarregat d'assessorar al Primer ministre Ariel Xaron, afirma que l'efectivitat del poder de dissuasió de l'Opció Samsó seria incrementada donant fi a la política d'ambigüitat nuclear d'Israel. En un article de l'any 2004, ell recomana usar l'Opció Samsó per recolzar "atacs preventius" contra les instal·lacions enemigues nuclears i no-nuclears, perquè "sense aquestes armes nuclears, Israel, hauria de garantir la seva seguretat fent servir tan sols armament convencional, i pot ser Israel no seria capaç de detenir els atacs enemics utilitzant només armes convencionals".
En 2003, Martin van Creveld, un professor d'història militar de la Universitat Hebrea de Jerusalem, va pensar que la Intifada d'Al-Aqsa amenaçava l'existència d'Israel. Van Creveld va ser citat en el llibre de David Hirst "The Gun and the Olive Branch", dient "Jo considero que ja no hi ha esperança. La majoria de les capitals europees són l'objectiu per la nostra força aèria. Tenim la capacitat d'acabar amb el món sencer. I els puc assegurar que això succeirà, abans que Israel sigui derrotada". A més, citava al general Moixé Dayan : "Israel ha de ser com un gos boig, massa perillós per ser molestat."